# Kamil Lasik
Kamil Lasik (ur. 11 kwietnia 1995) – polski futsalista, bramkarz, reprezentant Polski, obecnie jest zawodnikiem występującego w ekstraklasie klubu Pogoń 04 Szczecin. 

## Przebieg kariery
Kamil Lasik jest wychowankiem Wisły Krakbet Kraków, z którą w 2012 roku zdobył Mistrzostwo Polski U-16 oraz wicemistrzostwo w kategorii U-18. W sezonie 2012/2013 w roli rezerwowego bramkarza zdobył Mistrzostwo Polski. Kolejny sezon spędził na wypożyczeniu w Gwieździe Ruda Śląska, z którą wywalczył awans do ekstraklasy. Na początku sezonu 2014/2015 z krakowską Wisłą zdobył Superpuchar Polski, a sezon zakończył z Pucharem i Mistrzostwem Polski. Został też nagrodzony tytułem najlepszego młodzieżowca ekstraklasy. Przed sezonem 2015/2016 został zawodnikiem Pogoni 04 Szczecin. 
Lasik występował w reprezentacji Polski U-21. W 2015 roku otrzymał od Andrei Bucciola powołanie na turniej eliminacyjny do Mistrzostw Europy 2016. W kadrze zadebiutował w meczu przeciwko reprezentacji Włoch podczas tego turnieju.

## Statystyki występów
| Sezon   | Klub                 | Kraj   | Rozgrywki          | Mecze | Bramki |
| ------- | -------------------- | ------ | ------------------ | ----- | ------ |
| 2012/13 | Wisła Krakbet Kraków | Polska | Futsal Ekstraklasa | 0     | 0      |
| 2013/14 | Gwiazda Ruda Śląska  | Polska | I liga             | 16    | 0      |
| 2014/15 | Wisła Krakbet Kraków | Polska | Futsal Ekstraklasa | 25    | 0      |